# 怀安镇
怀安镇，是中华人民共和国甘肃省武威市凉州区下辖的一个乡镇级行政单位。
2015年，甘肃省民政厅批复同意撤销怀安乡，设立怀安镇。

## 行政区划
怀安镇下辖以下地区：
怀安村、高寺村、芦家沟村、三中村、北河村、二十里村和驿城村。